# NGC 643A
NGC 643A је расејано звездано јато у сазвежђу Хидрус које се налази на NGC листи објеката дубоког неба.
Деклинација објекта је - 76° 3' 18" а ректасцензија 1h 30m 37,4s. Привидна величина (магнитуда) објекта NGC 643 износи 12,3 а фотографска магнитуда 12,0. NGC 643A је још познат и под ознакама ESO 29-SC44.